# Beniczky Ödön (országgyűlési képviselő)
Beniczei és micsinyei Beniczky Ödön Jenő, Benitzky József Jenő Ferenc György Ádám (Josephus Eugenius Franciscus Georgius Adamus, kezdetben az Eugen/Eugenius névalakot használta, helyenként Benitzky; Pest, 1822. február 13. – Cinkota, 1874. szeptember 13.) Zsámbok és Cinkota földesura majd nagybirtokosa, országgyűlési képviselő. Beniczky Ferenc bátyja.

## Élete
Pesten, családja Kerepesi úti házában született, majd a belvárosi római katolikus plébánián keresztelték 1822. február 13-án. Apja, Beniczky Ádám (1786–1843), táblabíró, földbirtokos, anyja, székhelyi Majláth Terézia (1794–1857) volt. Öccse, Ferenc a kiegyezés után a gödöllői uradalom jószágigazgatója, maga is képviselő, 1890–1905-ig Pest–Pilis–Solt–Kiskun vármegye főispánja volt.
Beniczky Ödön 1831–1836 között a pesti Kegyes Tanítórendiek főgimnázumában tanult. Ezt követően Esztergomban jogot végzett, ahol tanulótársai, akikkel baráti körré is alakultak: Lónyay Menyhért és Albert, Andrássy Gyula és Manó, Madách Imre, Boronkay Rudolf, és Balassa Antal voltak. 1842-ben Pesten a Királyi táblánál ügyvédi vizsgákra jelentkezett, és Melczer Istvánnál, az utolsó királyi személynöknél volt joggyakornok. 1844-tők Pest megyei tiszteletbeli aljegyző, 1845-től a Nemzeti Casino tagja volt. 1847-ben már táblabíró volt.
Az 1848. március 15-én kitört magyar forradalom és szabadságharc után, a március 21-én megalakult Pest vármegyei „közbátorságra ügyelő állandó választmány” tagja lett és a megyei gyűlésen lemondott hűbérúri jogairól. A gödöllői kerületben 1848. június 25-én megtartott képviselőválasztáson Fényes Elekkel, a Belügyminisztérium statisztikai osztályának tudós és radikális vezetőjével szemben szoros küzdelemben őt választották meg, mint közismert és népszerű megyei birtokos. A szabadságharcban mint kapitány vett részt. Cinkota idegen ajkú, evangélikus lakossága is a magyarok ügye mellé állt. Ismeretlen okból Beniczky Ödön a tavaszi hadjárat idején, 1849. április 2–16-ig Zsámbokon, a birtokán tartózkodott és nem vett részt ennek kezdeti eseményeiben (a hatvani és a tápióbicskei csatákban, és sem pedig Debrecenben, a Radicál Párt létrejöttében). Aulich tábornok 1849-ben a Cinkotán rendezte be főhadiszállását, amely a Pest-Buda felmentésére indított magyar hadak egyik kiinduló állása lett. A világosi fegyverletétel után Beniczky Ödön az osztrák kamarilla fekete listájára és így börtönbe került. A császári hatóságok titkos nyilvántartása szerint a „nyílt rebellisek” közé, a radikális párthoz tartozott, amit politikai magatartása is igazolt. Bár I. Ferenc József király 1850. július 20-án, mint „kevésbé kompromittált egyént” 208 társával együtt amnesztiában részesítette, de még 1854-ben is házi őrizetben, politikai felügyelet alatt volt, hiába kérte felmentését.
Neki köszönheti a pesti határ menti fogadója Nagyicce nevét (amiről később a mellé épült kávéházat, a szemközti megállóhelyet és a közvetlen környékét is elnevezték), ami bátor tett volt akkor, hiszen az 1850-es években, a császárral való szembehelyezkedése jeléül kötötte azt Mátyás királyhoz, ugyanakkor jó marketing érzékkel kapcsolta az akkor már ismert legendához. 1858-ban az ő kezdeményezésére rendelte el Roskoványi Ágoston váci püspök, hogy Cinkotán a szentbeszéd és a miseénekek felváltva magyarul és tótul is végeztessenek.
Az 1861. évi alkotmányos országgyűlésben a Határozati Párt híveként vett részt a gödöllői kerület képviseletében. Ebben Deák Ferenc úgynevezett felirati javaslata ellen szavazott, amelyik tulajdonképpen elismerte I. Ferenc Józsefet magyar uralkodónak, annak ellenére, hogy még meg sem koronázták a Szent Koronával – ezzel pedig Tisza Kálmán alakulóban lévő pártjához csatlakozott. A király 1861. augusztus 22-én feloszlatta a magyar országgyűlést és csupán 1865. szeptember 17-én kelt elhatározásával hívta össze újra, s a november 10. és december 11. között tartott országgyűlési választásokon a gödöllői kerületben ismét Beniczky Ödön lett a képviselő. Az 1867-es kiegyezési okmányokkal nem volt elégedett. Vezetője lett azoknak a radikális függetlenségi képviselőknek, akik tüntetőleg távolmaradtak 1867. június 8-án a budavári Nagyboldogasszony-templomból, I. Ferenc József és Erzsébet királyné koronázásáról – e miatt a kortársaik el is nevezték őket a „cinkotai hetek”-nek. 1866-tól a Magyar Földhitelintézet igazgatósági tagja volt. Az 1869. március 9–13-ig megtartott országgyűlési választásokon ismét ő nyerte el a mandátumot, ekkor öccsével, Beniczky Ferenccel mérkőzött meg. Ebben a ciklusban több kérvényt nyújtott be, Csömör, Rákospalota, Isaszeg, Tura és Gödöllő választópolgárainak nevében. 1872-ben megint győzött, s e képviselőségét haláláig viselte.

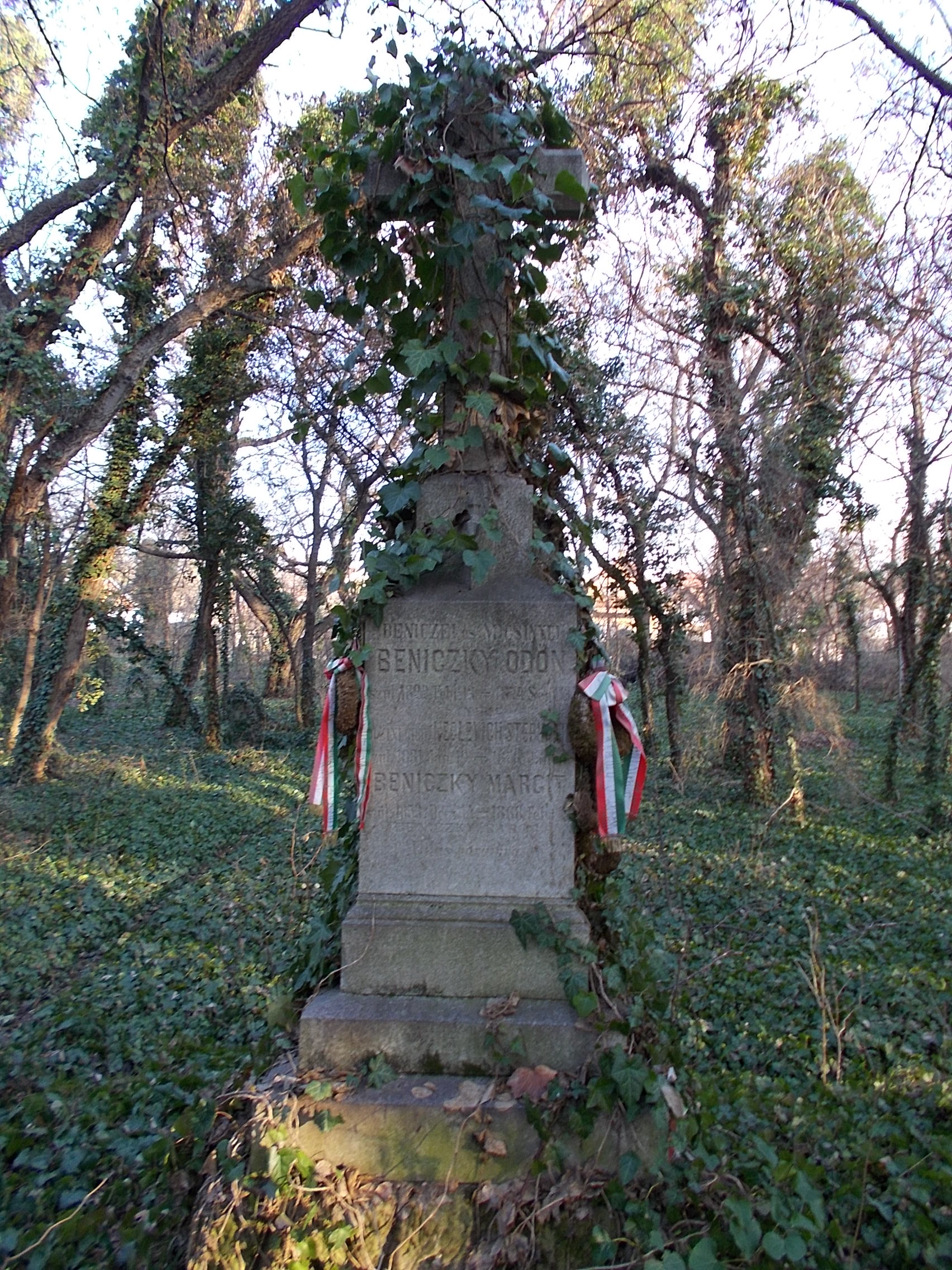
Beniczky Ödön családi sírboltja Cinkotán

1874. szeptember 13-án hajnalban, tüdőszélhűdés miatt hunyt el Cinkotán. Testét itt, a családi sírboltban helyezték örök nyugalomra szeptember 15-én. Búcsúztatásán jelen voltak képviselőtársai, a vármegye tisztikara és gróf Szapáry István főispán, a Függetlenségi Párt nevében Dalmady Győző, költő és Pest vármegye főjegyzője mondott beszédet koporsója felett.
A Fővárosi Lapok így emlékezett róla: „Mint szilárd jellemű hazafi, mint a közügyek meleg barátja, mint példás férj és családapa, mint ritka jó gazda s mint a társasélet müveit tagja, szóval minden tekintetben kitűnt. [...] Nem kívánt szerepelni, s becsvágya ama nemes kötelességérzetből állt, hogy minden körben híven töltse be a helyet, melyet elfoglalt. Ezért elvesztése érzékeny csapás nemcsak családjára, melynek szeretett, gondos feje volt, hanem az országgyűlésre, Pestmegyére és számos egyletre is. Háza kitűnően magyaros és vendégszerető volt mindig. Cinkotán ép úgy, mint Pesten. ”
Tagja volt a pestmegyei gazdasági egyesületnek és az Magyar Gazdasági Egyesületnek is. A később fiai által továbbvitt cinkotai ménest 1852-ben alapította.
1851. július 10-én Pesten, a belvárosi római katolikus plébánián kötött házasságot Keglevich Stefánia (1831-1878) grófnővel. Gyermekeik közül hat (Gábor, Ádám, Géza, Mária – Justh Györgyné –, Márta és Margit) érte meg a felnőttkort. Legidősebb lánya, Margit (1853-1868) alig 14 évesen meghűlés miatt, két kisfiú (1859-ben és 1872-ben) egy naposan halt meg. Első gyermekei a zsámboki birtokon, harmadik fia már Cinkotán született. Gyermekei nevelőjének Vértesi Károlyt alkalmazták. Utóda Cinkotán elsőszülött fia, Beniczky Gábor lett, azonban a gazdaságot 1878-ban bekövetkezett haláláig özvegye, gróf Keglevich Stefánia vezette.